# Кокорино (Пушкиногорский район)
Коко́рино — деревня в центральной части Пушкиногорского района Псковской области. Входит в состав городского поселения Пушкиногорье.
Расположена в 2 км к западу от административного центра района — посёлка городского типа Пушкинские Горы.

## Население
| 2001 | 2002 | 2010 |
| ---- | ---- | ---- |
| 225  | ↘193 | ↘170 |

Численность населения деревни по оценке на конец 2010 года составляла 225 человек.

## История
Коко́рино — деревня в центральной части Пушкиногорского района Псковской области. Известна ещё по старинным картам и церковным книгам XVIII века. Входила в состав так называемой Егорьевской губы в 6 тысяч гектар. Почитаемый святой - Егорий или Георгий Победоносец. Соответственно, день деревни, день именин - это 6 мая, Егорий вешний, когда принято было в общем на Руси выгонять домашнюю скотину в поле после зимы. Все жители деревни были прихожанами Воскресенской церкви в деревне Воронич; к данной церкви также были приписаны Ганнибалы и Пушкины. Земля же была пожалована императрицей Екатериной II в 1762 году генерал-майору в отставке Максиму Дмитриевичу Вындомскому, выходцу из новгородских бояр. Его внучка Прасковья Александровна Осипова (Вульф) была большим другом А.С. Пушкина, известного сочинителя и просто доброго барина из сельца Михайловского. Известно, также, что деревня в старину носила название Ваулино от слова "валенки" или "ваула" (лентяй, неряха). Кокорино от слова "кокора" - круглый хлеб, испечённый на огне. Либо, как говорит нам Большой словарь русских народных сравнений, вариант - "коряга". Поговорка: лежать как кокорина. О неподвижно лежащем человеке. < Кокорина - дерево, вывороченное с корнем, коряга. < Кокоринка - небольшая коряга.
До 3 июня 2010 года деревня входила в состав сельского поселения Пушкиногорская волость.